# Javier Klimowicz
Javier Klimowicz (Córdoba, 10 marzo 1977) è un allenatore di calcio ed ex calciatore argentino naturalizzato ecuadoriano, di ruolo portiere, tecnico dell'Emelec B.

## Biografia
È fratello di Diego Klimowicz, calciatore ha trascorso la maggior parte della carriera in Europa. Anche i suoi due figli Matías e Luca ed il nipote Mateo sono calciatori professionisti. Ha origini polacche ed ucraine tramite suo padre e nel 2007 ha ricevuto la cittadinanza ecuadoriana.

## Carriera

### Club
Ha iniziato la sua carriera nel settore giovanile dell'Instituto (C) ed ha giocato in prima squadra dal 1998 al 2002. Successivamente è andato in Bolivia al Blooming per due stagioni ed al Deportivo Cuenca, dove si è consolidato vincendo il campionato del 2004 da titolare. Successivamente è passato all'Emelec dove ha svolto il ruolo di secondo portiere fino al ritiro avvenuto nel 2017.

### Nazionale
Ha debuttato con la nazionale ecuadoriana il 6 giugno 2007 nell'amichevole vinta 2-0 contro il Perù.

## Statistiche

### Cronologia presenze e reti in nazionale
| Cronologia completa delle presenze e delle reti in nazionale ― Ecuador | Cronologia completa delle presenze e delle reti in nazionale ― Ecuador | Cronologia completa delle presenze e delle reti in nazionale ― Ecuador | Cronologia completa delle presenze e delle reti in nazionale ― Ecuador | Cronologia completa delle presenze e delle reti in nazionale ― Ecuador | Cronologia completa delle presenze e delle reti in nazionale ― Ecuador | Cronologia completa delle presenze e delle reti in nazionale ― Ecuador | Cronologia completa delle presenze e delle reti in nazionale ― Ecuador |
| Data                                                                   | Città                                                                  | In casa                                                                | Risultato                                                              | Ospiti                                                                 | Competizione                                                           | Reti                                                                   | Note                                                                   |
| ---------------------------------------------------------------------- | ---------------------------------------------------------------------- | ---------------------------------------------------------------------- | ---------------------------------------------------------------------- | ---------------------------------------------------------------------- | ---------------------------------------------------------------------- | ---------------------------------------------------------------------- | ---------------------------------------------------------------------- |
| 6-6-2010                                                               | Barcellona                                                             | Perù                                                                   | 0 – 2                                                                  | Ecuador                                                                | Amichevole                                                             | -                                                                      |                                                                        |
| 8-9-2010                                                               | Quito                                                                  | Ecuador                                                                | 5 – 1                                                                  | El Salvador                                                            | Amichevole                                                             | -1                                                                     |                                                                        |
| Totale                                                                 |                                                                        | Presenze                                                               | 2                                                                      |                                                                        | Reti                                                                   | -1                                                                     |                                                                        |

## Palmarès

### Club

#### Competizioni nazionali
- Campionato ecuadoriano: 4

Deportivo Cuenca: 2004
Emelec: 2013, 2014, 2015

### Individuale
- Miglior portiere del campionato ecuadoriano

2004